# 聖若瑟教區中學

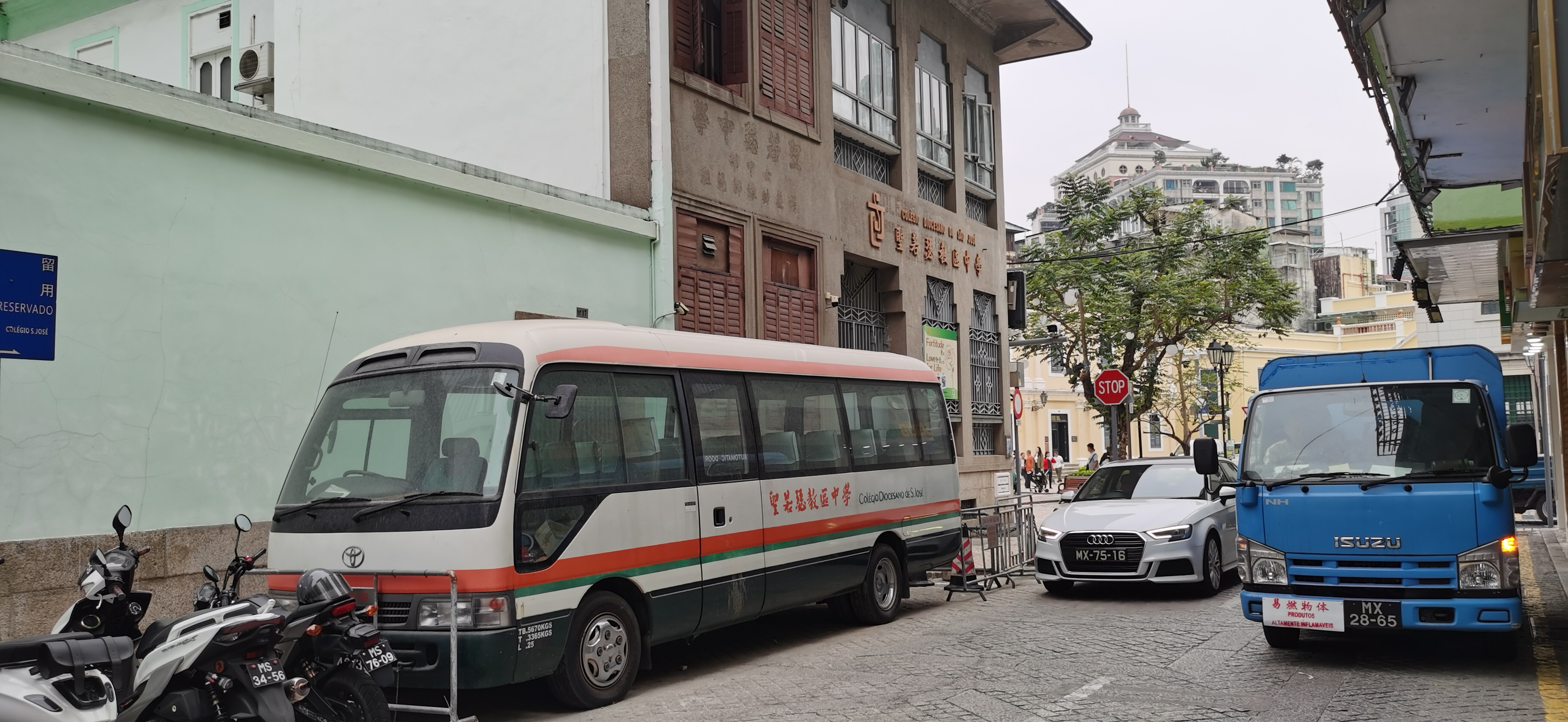
聖若瑟教區中學

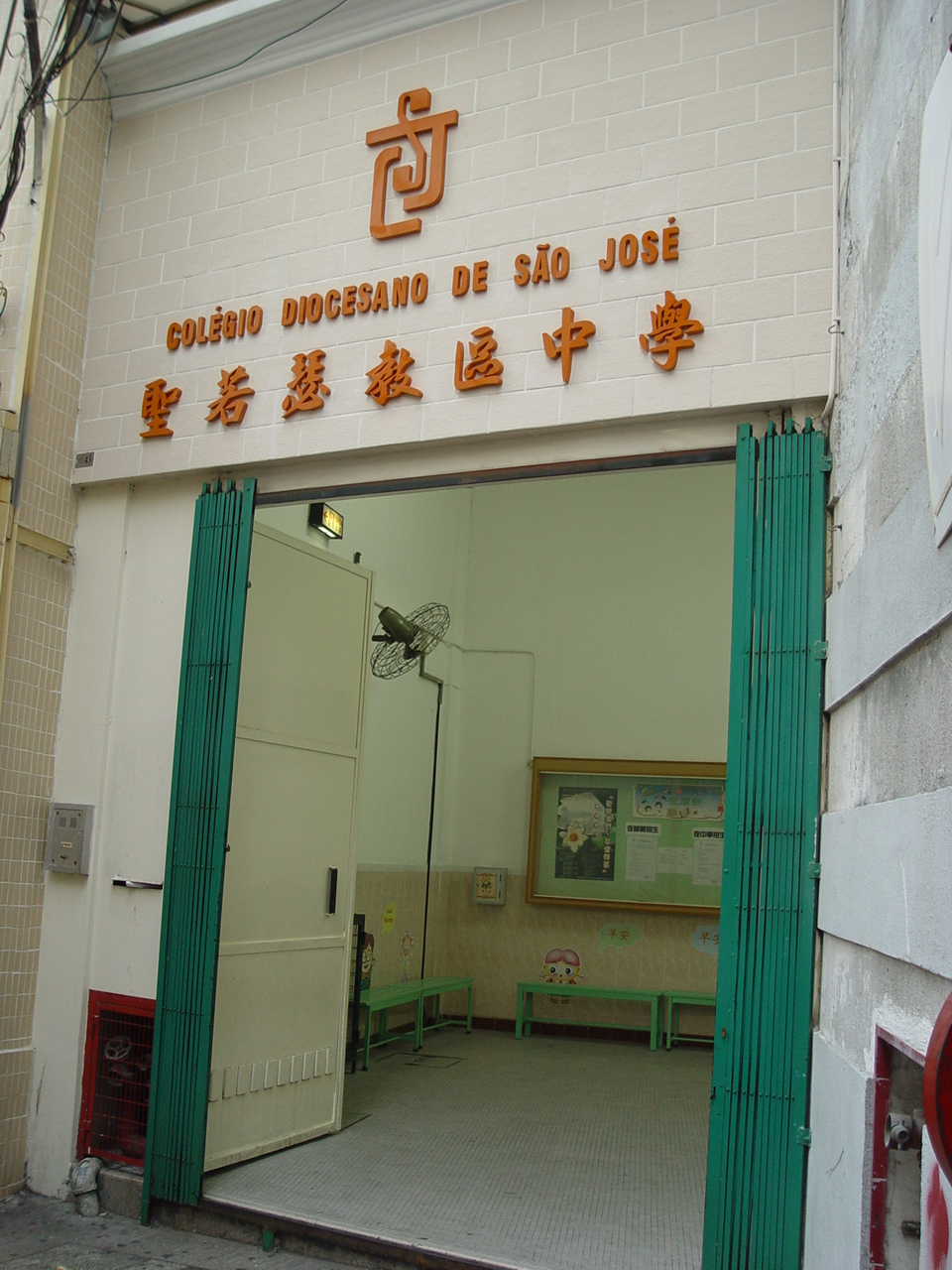
第三校的學校門口

聖若瑟教區中學（葡萄牙語：Colégio Diocesano de São José）是澳門一所位於澳門半島天主教學校，創辦於1931年，由天主教澳門教區所設辦的一所集幼兒、小學、初中及高中各年級教育的學校。聖若瑟教區中學是一所非牟利中英文男女私立學校，為澳門免費公共教育網學校之一。
聖若瑟教區中學由四個校區組成，並劃分中文部及英文部，所構成的一個由幼稚園到初中的學校網路；中文部分別位於望德堂前地的幼稚園及中文小學部一年級至四年級（第一校）、位於天神巷43號中文小學部五年級至六年級及中文中學（第三校），英文部則分別位於風順堂上街1號的英文小學部（第二校)及位於大堂街17號的英文幼稚園（第四校）。
為迎合澳門社會對教育服務的需求，學校自2017/2018學年起，已加入澳門教育暨青年局的入網學校系統。

## 教育理念
聖若瑟教區中學的教育理念，是以學子的「人」為本，因而「服務他人」便成為該校的辦學宗旨，務期以聖若瑟為典範培養學生成材，使他們能以實事求是之精神和作風去完善自己，以尊重和接受別人的行事，去服務他人，在與人相處時表現出自信和自尊，對自己不卑，對他人不亢；辦學宗旨是以「己立立人，實事求是」為校訓，發揚互助互愛、實事求是的精神，培植澳門教區公教子弟，傳播基督的信仰，謀求增進澳門居民的福利。

## 校訓
聖若瑟教區中學校訓是「己立立人（Labor et Virtus）」，是回應聖若瑟修院「往訓萬民（Ite et Docete）」的呼喚。因此天主教澳門教區義無旁貸地委派教區神父直接地領導聖中。教區還會選派受修院教育的神父和修院傑出的導師協助教學。聖若瑟教區中學就是在主保聖人聖若瑟的精神感召下無私、忘己地為澳門的教育服務。
校訓除了己立立人外，在學生手冊以及校刊上所登載的校訓通常是這樣的：「己立立人、實事求是、互助互愛」。實事求是是希望學生有追求真理的精神，以及不要走歪路。互助互愛則是充份地表示出聖若瑟教區中學學生以及校友要發揮互相幫助的良好友愛精神。

## 校歌
聖若瑟教區中學校歌
|  | 濠鏡喜波平 一片雅歌聲 宏校宇 育群英 育群英 都哉聖若瑟 都哉聖若瑟 大教益昌明 智以廣 德維馨 強體魄 作干城 國土愈安寧 |

## 校史

### 創校初期（1931年─1936年）
聖若瑟教區中學創辦於1931年。最初定名為聖若瑟中葡學校，聖若瑟修院的馬安瑟神父為使華人子弟有更多機會接受中華文化，特倡議修院設立一所教會中學，奉聖若瑟為學校主保聖人，因此聖若瑟修院撥出在風順堂街1至3號院產作為校舍，；其成立與聖若瑟修院關係密切，首任校長由修院院長白安民神父兼任，馬安瑟神父及顏儼若神父任正副監學（即校監）。翌年易名為澳門私立聖若瑟初級中學及附設小學；並成立童子軍團。
1932年，聖若瑟中葡學校更名為聖若瑟中學。同年，由蒙神父創辦的真原小學(即現今聖若瑟教區中學第五校)落成，位於台山李寶樁街17號。

1933年，澳門教區望德堂的嚴紹漁神父創辦澳門望德學校，並在同一年易名為澳門望德女子中學(即現今聖若瑟教區中學第二,三校)。

1936年，聖若瑟學校校友會成立及組織公進青年會。

### 二戰期間（1937年─1945年）
至一九三八年，教廷禁止修院兼收外讀生，教區便關閉聖若瑟葡文書院。而聖中亦於是與修院脫離關係，需成立校董會取締原本修院管理。40年代中葉，大批移民涌入澳門，因而帶進正規辦學模式。由於當時澳葡政府只為葡文學校課程學制立案，主管澳門華人事務的澳葡華務局只對於中文學校監管而不作立案，所以聖若瑟中學改向廣東省教育廳立案。
- 1938年，聖若瑟中學組成校董會。
- 1939年，奉廣東省教育廳「中字第七二七號令」核准立案，及至1940年開辦高中、改隸僑務委員會管轄。
- 1942年，增設聖若瑟中學第二校，位於三巴仔街4號，開設高小，專收女生。
- 1943年，時任澳門經濟廳長羅保博士捐助學校經費，闢羅保博士室以作紀念。

### 戰後發展（1946年─1974年）
澳門當時經濟衰退及中國戰亂，第二校被迫中途停辦，1946年何心源神父接掌校務，重新向僑務委員會立案，何神父致力發展聖若瑟中學，先後開辦分校多所並設多個學部，除辦正規中，小，幼教育外，更開設師範班培育教師。例如:1946年增女子中學部，1951年設簡易師範科，1961年首辦英文部，期間亦獲當時的社會賢達資助和教區撥地興建校舍，使聖若瑟中學成為當時全澳最具規模的學校。
- 1946年重開第二校，校舍遷至三巴仔橫街10號，專辦小學，兼收小一至小四女生；並奉僑務委員會核准重新立案；遷第二校於龍嵩街66號，除辦小學外，增設初中女子部。
- 1948年，羅若望主教為學校購置南灣街101~103號為第一校新校舍；高、初中及高小男生遷入上課。
- 1950年，澳葡政府批出南灣未列號地段建造露天運動場，羅保博士資助運動場的建築費。除建築費外，另捐贈播音設備及有聲電影機一套。同年，第二校修築球場。
- 1951年，始辦師範課程，名為簡易師範科，於次年改為幼稚師範科，修業期兩年；另招收初中畢業女生入讀幼師一。
- 1953年，闢南灣街113號（即現今公教中心）為第三校，師簡科遷入上課；翌年開辦女子夜高中，招收高一新生，並遷入第三校上課；第二、三校開辦幼稚園。同年第四校成立，校址位於現時南灣聖保祿書局。第四校於翌年遷往龍嵩街79至81號。
- 1955年，第三校夜高中停止招生；
- 1956年，第一屆女子夜高中畢業，隨即停辦夜高中。
- 1957年，師範及女中部遷入媽閣街5號臨時校舍上課。南灣街50號校舍及體育館同年開始興建，於1959年落成啟用。
- 1959年，南灣街50號(即現今中華廣場所在地)編為第一校，該校舍有傲視全澳的宏大聖若瑟體育館，分設男、女中學部及小五、小六；南灣街101~103號校舍改編為第二校，作為師範及女中校舍；龍嵩街66號校舍改編為第三校，是為小學教育校舍；原南灣街113號校舍交還主教府。
- 1961年，主教府暫撥南灣街27號為第四校，高小學遷入上課，次年度增設英文部。
- 1962年，聖若瑟中學執行《澳門私立聖若瑟中學組織大綱》的新教育行政政策而調整校部：南灣街50號校舍為男中部；大堂街19號則委託聖方濟各會修會管理校務；望德中學校務由耶穌寶血女修會主理。
- 1963年，中學部試行「五年一貫制」，並公布《澳門私立聖若瑟中學班社組織章程》。翌年，聖若瑟、曉明、聖羅撒女子中學、粵華中學、望德、中德、粵海、德明八間學校在體育館舉行民族舞蹈晚會。
- 1964年，體育館後地段（南灣街27號）擴建校舍，英文部遷入上課。
- 1965年度創辦一年制特別師範科。
- 1966學年，由於澳門學生的家長大多不認同「五年制中學」，於是恢復招收「三三制」學生，而原校在讀學生大多獲准越級一年。

#### 一二·三事件影響
何校長調任後，戴維理主教兼任聖中校長，委托慈幼會和聖方濟各會管理，自1967年起澳門社會狀況不安，爆發一二·三事件，治安急劇惡化，天主教學校成被針對破壞對象，聖若瑟中學作為當時教區龍頭學校，受最大衝擊。該年五月八日，聖若瑟中學受左派學界評擊，直指當時的自由教師會，導致左派學校學生於是於聖若瑟中學張貼大字報。而及後香港考試局因時下澳門社會不穩狀況，採取保護主義拒絕澳門學生報名參加高考，導致當時大部份高中畢業生放棄升讀大學的念頭，影響中、小、幼學生無心向學以及博彩業一枝獨秀而引起的風波，除女子中學部安穩渡過外，學校受到嚴重衝擊，英文部被迫停辦，男中部、小學部收縮班額，因此遷小學部於男中部上課；教師紛紛轉往他校工作。另外，幼稚園由女中部管理，遷入主教府上課。男子中學部委託慈幼會神父主持男子部校務。
- 1967年，戴維理主教接任校長，聘慈幼會魯炳義神父主理男子部校務，並委托聖方濟各會修女管理女子部校務。
- 1972年，聖方濟各會退出託管，男女子部均由慈幼會神父，魯神父委任陳既詒先生管理。
- 1974年2月，慈幼會因人材缺乏，無法兼顧聖若瑟中學校務，移交所有校部於天主教澳門教區。

### 教區學校合併時期（1974年─1980年）
由於澳門社會狀況導致教會學校收生不足，澳門教育事業出現過剩情況，另一方面教區委任管理聖若瑟中學的慈幼會及聖方濟各會先後退出，聖若瑟中學出現辦學管理真空危機。時任署理主教高秉常委托其秘書林家駿神父全權辦理移交，改委羅玉成神父為校長，即聘陳既詒先生主持教務。自此，聖若瑟中學重新直屬教區管轄。教區重新接管後即開始進行教區學校整合將聖若瑟中學與望德中學、真原小學合併成「聖若瑟教區中學」，教區內設「聖若瑟教區中學督導委員會」督導校政。
- 1974年7月，羅玉成神父出任聖若瑟中學校長，並宣佈直屬主教府，合併男女校部，高中文理科分組上課。先後由鄧思恩神父及羅啟瑞神父任副校長。校舍也第二次重新改編：第一校（南灣街50號）開設特殊師範、幼稚園師範、中學各級；第二校（大堂街19號）設高小；第三校（主教府）設初小及幼稚園。
- 1976年歷屆校友重組「澳門聖中校友會」。同年頒布「己立立人」為校訓；開設文商科五年制中學四年級，以銜接初三學生就讀。
- 1978年，師範遷入第三校上課、開設文商科六年級。
- 1979年6月，高秉常主教訓令聖若瑟中學與將望德中學、真原小學合併。這一學校網絡由五間學校組成，由主教府成立「聖若瑟教區中學督導委員會」督導校政。
- 1979年7月，合併為聖若瑟教區中學，並設校本部，成為當時全澳唯一的幼兒教育，小學教育及中學教育學校網絡。合併後在校舍上作第三次改編及整理：第一校（望德堂前地）設師範、高中理組、中四、中五文商組、小學及幼稚園；第二校（南灣街50號）設初中；第三校（大堂街19號）設小三互小六；第四校（主教府）設小一、小二及幼稚園，合稱「第三、四校」；第五校（台山李寶樁街17號）設小學、幼稚園；夜間部（同第一校校址）增辦夜間部師範，設二年制特別師範科。
- 1980年2月第四校待拆重建，第三校小學遷至南灣第二校是課，自此合稱為第二、三校；幼稚園遷入大堂街19號上課，定為第四校；第五校增設幼兒班。

### 聖若瑟教區中學校本部時代（1980年─2007年）

#### 建立聖若瑟教區中學第六校
聖若瑟教區中學成立後發展迅速，於澳門半島多處設有分校。1981年增設聖若瑟教區中學第六校並設立校本部，定校訓為「己立立人」，自此第六校成為聖若瑟教區中學總部。1983年於校本部恢復因一二三事件而停辦的英文部，1986年聖若瑟教區中學第五校行政獨立，脫離校本部管理。校本部先後成立「教職員聯誼會」、「雲龍舞蹈社」、「聖中合
唱團」、「聖中史地學會」、「聖中電腦學會」、「聖中生物科技小組」、「聖中管樂隊」、「聖中義工隊」、「聖中救傷隊」等學生組織，並大力發展夜間部。90年代末更迎來龍的行動和出生潮導致收生歷史高峰。
- 1980年，天主教澳門教區將青洲河邊馬路地皮撥歸聖若瑟教區中學並新建校舍，由陳經綸先生出資，在教育司註冊立案為第六校。翌年校本部遷入第六校。
- 1981年3月19日，慶祝建校50周年金禧，在大堂、花地瑪堂舉行大型彌撒。3月21日，青洲新校舍（校本部）舉行揭幕祝聖儀式由澳門護督江樹培上校剪綵、高秉常揭幕揚及祝聖，出席觀禮的有澳門華人領袖何賢、著名大律師宋玉生等200多人，極一時之盛。3月30日，天神巷主教府花園動土準備興建新校舍。
- 1982學年遷初三至校本部上課，第二校只設初一、初二，中六文商組改制為高三文商組。翌年，學報《學而集》創刊出版。
- 1983學年校本部復辦英文部。

隨著校本部的落成，聖若瑟教區中學進行第四次改編：第一校（望德堂前地）設小學及幼稚園；第二、三校（南灣街50號）設初中及小學；第四校（大堂街19號）為幼稚園；第五校（台山李寶樁街17號）設小學、幼稚園；校本部（青洲河邊馬路）設師範、英文部、高中理組、中四、中五、中六文商組。
- 1986年，高秉常主教諭令聖若瑟教區中學第五校行政獨立，委任何發全神父為校長。
- 1987年，夜間部遷至第二校上課。
- 1988年，夜間部師範改為二年制。因龍的行動事件，林家駿主教諭令從1989年1月12日起不准錄取無證學生入學。
- 1989年2月，高天予神父接任因榮升副主教羅玉成神父校長一職。
- 1989年5月1日起行政部門大改組，合併為「聖若瑟教區中學行政中心」。翌年的夜間部增設葡萄牙文、電腦、普通話、英文等課程；修訂多個規章，包括《校務規章》、《教務規章》、《體育規章》等。1990年度夜間部增設中四、中五文商科課程；成立「聖若瑟教區中學教師聯誼會」。
- 1991年，教宗若望保祿二世發出該校建校鑽禧週年賀詞；另一方面，位於天神巷43號新校舍落成，3月19日由林家駿主教祝聖啟用，原南灣街第二、三校遷入上課。同年9月將英文部遷入歸聖若瑟教區中學第五校管理。
- 1992年，聖若瑟教區中學教師聯誼會易名為「聖若瑟教區中學教職員聯誼會」；位於校本部的鑽禧臺及立德樓落成，在5月24日的聖母進教之佑瞻禮當日舉行啟用感恩彌撒。
- 1993年2月，聖中管樂團成立；5月，《聖中新報》創刊出版。1993學年把第二校初中部遷入校本部上課；天神巷43號新校舍命名為第二、三校，設小學。
- 1995年3月11日，聖中師範校友協進會成立，是為聖中的第二個校友會。翌年成立聖中史地學會、聖中救傷隊。

由於龍的行動以及1988年產下「龍仔」、「龍女」的效應下，令到學校在1990年代擴班達歷史的高峰，單以1996，年的小學部小一為例合共有12班（即第一校及第二、三校分有甲、乙、丙、丁、戊、己六班。）

- 1999年校本部新教學大樓落成啟用；11月4日舉行第25屆校運會，由候任澳門行政長官何厚鏵主禮；12月20日，澳門回歸中國，聖若瑟教區中學全體中學師生參加在澳門運動場舉行的「澳門同胞慶祝澳門回歸祖國大型文藝表演」。
- 2005年10月29日，聖若瑟教區中學初三至高三師生參與第四屆澳門東亞運動會開幕典禮的表演。
- 2006年3月19日，即聖若瑟教區中學建校75週年，教宗本篤十六世、澳門行政長官何厚鏵等向聖若瑟教區中學發出賀詞。

#### 聖若瑟教區中學校本部與聖若瑟大學共建校區
據澳門葡文報章《句號報》在2005年年中報道，由葡萄牙天主教大學和澳門教區合辧的澳門高等校際學院將遷往青洲。新校園的佔地面積約二萬九千平方米，建築費用達三億五千萬元。大學有意重新打造澳門作為東方宗教培訓基地的角色，以及成為學術培訓及文化活動的中心。另外，也將會與聖若瑟教區中學校本部共用此新校區，該中學的學生將來可直接升讀該大學。
羅玉成校長在2006學年的開學禮上宣布，天主教澳門教區黎鴻昇主教已將青洲校本部擴建之圖則呈交土地工務運輸局，意味著聖中之發展已開始。為配合發展，小學部校舍將有所調整，其中第一及第四校幼稚園共用大堂街第四校校舍，第一校及第二、三校小學部共用天神巷第二、三校校舍，而各校部名稱不變。
2007學年開始，青洲校本部校園清拆，預料需要幾年的時間進行清拆以及重建的工作。校方預期可以於2011學年落成啟用並成為全港澳（以至全亞洲）唯一一所具備幼稚園到大學各階段完備的一條龍學習階級的學校。在2007年9月10日起，對於行政總部以及在校本部上課的學生遷往第二、三校上課，初中由早上8時開始至中午12時50分，下午由2時30分至3時55分。而高一、高二則由上午10:30分至11:55分，下午1時30分至傍晚6時10分，高三則遷往第四校上課，上課時間同初中。而小學部及幼稚園的學生遷往第一校繼續上課。9月15日下午3時至6時，校本部的師生、校友一同舉行對校部的告別儀式，翌日正式重建計劃。

## 合併後的校部分合

### 第五校行政獨立
現時的校部雛型源於1979的三校合併，當時以原望德中學校舍作為第一校，真原小學校舍作為第五校，但第五校在1986年後又宣佈行政獨立，所以其作為聖若瑟校網的其中一個校部的時間實際只有短短數年。
但此後與其他校部仍有不同形式的聯繫，例如曾經合併出版畢業同學錄；與及在接收原為第六校開辦的英文中學部後，英文預備班（相當於英小六）生源則為第一、三、五校中文小學畢業生，透過英文程度考試擇優而取；而在第五校開辦中文初中的初期，由於一度未有按年繼續開辦中文高中，也曾安排初中畢業生在課程不衍接下升讀第六校高中。
而在合併時期，聖若瑟教區中學的校徽，與及校服上的相關顏色為紅色，於第五校獨立後，後者仍維持紅色，而其餘第一二三四六校則改為橙色，沿用至今，屬兩邊校部學生外觀上最主要的分別。

### 消失的第二校
於1979年合併重組校部時，第二校本是設於南灣街52號（現中華廣場位置）的的初中部，後來因第三校小學部的遷入，而統稱為第二、三校，後來於1991年一併遷入到現時位於天神巷的新校舍。故當年校內師生一般理解為同一校舍內的初中部為第二校，小學部為第三校。
後來由於相關初中部於上世紀90年代遷入青洲第六校（校本部），如果按先例，則應是青洲校舍統稱為「第二、六校」，或可視為第六校已改為包括整個初高中部，第二校則不復存在了，總之既然天神巷校舍僅設小學部，便應改稱為「第三校」，但實際上多年來仍繼續沿用「第二、三校」之名。直至近年接收了風順堂聖若瑟修院旁，原為海星中學的校舍開設英文小學後，將該校舍定為「第二校」，天神巷校舍才改稱第三校。
現時的「第二校」實際可視為僅有數年歷史的新校區，與合併時的同名校部已無淵源，但反而地理位置是比較接近合併前「聖若瑟中學」時期的第二校（曾先後位於三巴仔街、三巴仔橫街及龍嵩街等地）。

### 2017年「教區學校重整計劃」
於2016年8月，澳門教區提出擬於2017/18學年起對包括聖若瑟教區中學各校部在內之教區直屬學校進行重整，除了第一二三四校、第五校及第六校階設獨立校長（行政獨立）外，對各校之名稱、開辦之教學階段及生源等均有改變，於2017年經聽取意見後進行了調整並落實方案。
| 校部               | 2016年8月提出之方案                                                                         | 2017年1月的調整及落實方案                                                                                       | 後來的實際發展 |
| ------------------ | ------------------------------------------------------------------------------------------- | --- | --- |
| 第一、二、三、四校 | 改名為「聖若瑟教區小學」 小學畢業生直升「青洲聖若瑟教區中學」(前「第六校」)                 | 校名保持不變（聖若瑟教區中學）                                                                                  | 自2019年起，第三校（天神巷校舍）逐年開設中學課程供該校小學畢業生升讀，不再直升第六校                                                                                     |
| 第五校             | 改名為「台山聖若瑟教區中學」 聖德蘭學校及聖瑪大肋納校學校之小學畢業生可直升該校             | 校名保持不變（聖若瑟教區中學第五校） 聖德蘭學校、聖瑪大肋納嘉諾撒學校及聖善學校之小學畢業生可直升第五校或第六校 | （沒有公開資訊說明該三校學生是否仍可選擇直升第五校，或是以甚麼形式甄選）                                                                                                 |
| 第六校             | 改名為「青洲聖若瑟教區中學」 「聖若瑟教區小學」（第一、二、三、四校）之小學畢業生可直升該校 | 校名保持不變（聖若瑟教區中學第六校） 聖德蘭學校、聖瑪大肋納嘉諾撒學校及聖善學校之小學畢業生可直升第五校或第六校 | 自2019年起，第三校（天神巷校舍）逐年開設中學課程供該校小學畢業生升讀，不再直升第六校，故「直升」之生源實際僅為來自聖德蘭學校、聖瑪大肋納嘉諾撒學校及聖善學校的小學畢業生 |

## 現時各校區提供教育服務情況
聖若瑟教區中學現時共有四個校區，別有中文部及英文部，提供幼兒至高中教育服務。其中行政中心設置於第四校。

下列均為各校區的現時情況：
| 校區                 | 教學語言 | 提供課程                                            | 校區位置       | 校舍簡介                                                                   |
| -------------------- | -------- | --------------------------------------------------- | -------------- | -------------------------------------------------------------------------- |
| 中 文 部             |          |                                                     |                |                                                                            |
| 聖若瑟教區中學第一校 | 中文     | 幼兒教育 (一年級至三年級) 小學教育 (一年級至四年級) | 望德堂前地13號 | 毗鄰望德聖母堂，前身為望德中學，目前仍保留有當年的部份建築                 |
| 聖若瑟教區中學第三校 | 中文     | 小學教育 (五年級至六年級) 中學教育 (初一級至高三級) | 天神巷43號     | 毗鄰主教座堂，校園亦與主教府相通，於1991年啟用，取代原位於南灣街52號之校舍 |
| 英 文 部             |          |                                                     |                |                                                                            |
| 聖若瑟教區中學第二校 | 英文     | 小學教育 (一年級至六年級)                           | 風順堂上街1號  | 毗鄰聖若瑟修院教堂，原為海星中學校舍                                       |
| 聖若瑟教區中學第四校 | 英文     | 幼兒教育 (一年級至三年級)                           | 大堂街17號     | 屬合併前「聖若瑟中學」遺留之今歷史最久遠之校舍                             |

## 校刊

### 學報
| 刊物名稱   | 創刊日期 | 簡介或備注                        |
| ---------- | -------- | --------------------------------- |
| 《學而集》 | 1982年   | 學術性刊物，曾出版6期，現已停刊。 |

### 校報
| 刊物名稱       | 創刊日期      | 簡介或備注                                                                         |
| -------------- | ------------- | ---------------------------------------------------------------------------------- |
| 《聖中新報》   | 1993年5月     | 是為不定期出版的期刊，但每個學年必定會出刊一期，2006年停刊。                       |
| 《聖中一瞬報》 | 不詳          |                                                                                    |
| 《百合》       | 2008年9月26日 | 由學校主導、學生參與編採之月刊 報導學校、校友活動等訊息 為首份對校內外聯繫之刊物。 |

### 特刊
| 刊物名稱                             | 創刊日期                            | 簡介或備注                  | 國際標準書號       |
| ------------------------------------ | ----------------------------------- | --------------------------- | ------------------ |
| 《慶祝廿八週年校慶特刊》             | 1958年                              | 校內刊物                    | 無                 |
| 《慶祝林家駿神父晉升澳門助理主教     | 1987年 校內刊物                     | 無                          |                    |
| 《都哉聖若瑟》                       | 1991年3月19日                       | 60周年校慶紀念特刊 校內刊物 | 無                 |
| 《聖若瑟教區中學建校六十五周年特刊》 | 1996年3月19日                       | 校內刊物                    | 無                 |
| 《七十五年雅歌聲》〈校史述析〉       | 2006年5月1日初版 2006年11月18日修訂 | 慶祝建校鑽慶出版系列        | ISBN 99937-764-5-9 |
| 《七十五年雅歌聲》〈校友謦欬〉第一冊 | 2006年5月1日初版 2006年11月18日修訂 | 慶祝建校鑽慶出版系列        | ISBN 99937-764-6-7 |
| 《七十五年雅歌聲》〈校友謦欬〉第二冊 | 2006年5月1日初版 2006年11月18日修訂 | 慶祝建校鑽慶出版系列        | ISBN 99937-764-6-7 |

### 校友會刊物
| 刊物名稱     | 創刊日期 | 簡介或備注     |
| ------------ | -------- | -------------- |
| 《聖中校友》 | 不詳     | 校內及校友刊物 |

## 歷任校長
| 任次                         | 中文名     | 任期        | 備註                                                                       |
| ---------------------------- | ---------- | ----------- | -------------------------------------------------------------------------- |
| 聖若瑟中葡學校時代           |            |             |                                                                            |
| 1                            | 馬安瑟神父 | 1932 - 1933 | 建校校長，聖若瑟中葡學校校長                                               |
| 聖若瑟中學時代               |            |             |                                                                            |
| 2                            | 顏儼若神父 | 1932 - 1960 | 改稱為聖若瑟中學校長                                                       |
| 3                            | 呂子莊神父 | 1941 - 1943 |                                                                            |
| 4                            | 李仲漁神父 | 1943 - 1945 |                                                                            |
| 5                            | 劉一心神父 | 1945 - 1946 |                                                                            |
| 6                            | 何心源神父 | 1946 - 1966 |                                                                            |
| 7                            | 戴維理主教 | 1966 - 1972 |                                                                            |
| 8                            | 魯炳義神父 | 1972 - 1974 | 天主教澳門教區委派慈幼會的神父擔任                                         |
| 9                            | 羅玉成神父 | 1974 - 1981 | 促成合併的校長，1979年起改稱為聖若瑟教區中學校長                           |
| 聖若瑟教區中學校本部時代     |            |             |                                                                            |
| 9                            | 羅玉成神父 | 1981 - 1988 | 1981年起遷校本部入第六校                                                   |
| 10                           | 高天予神父 | 1988 - 2000 | 1991年起遷英文部入第五校                                                   |
| 11                           | 袁偉明神父 | 2000 - 2004 |                                                                            |
| 12                           | 羅玉成神父 | 2004 - 2007 |                                                                            |
| 重建聖若瑟教區中學第六校時代 |            |             |                                                                            |
| 12                           | 羅玉成神父 | 2007 - 2017 | 第六校重建完工後退任                                                       |
| 聖若瑟教區中學時代           |            |             |                                                                            |
| 13                           | 李仁傑先生 | 2017 - 2022 | 重設英文部，撥第二及第四校提供幼兒及小學英文教育，加入政府免費教育學校系統 |
| 14                           | 吳庭照先生 | 2022 - 現在 |                                                                            |

## 著名校友

### 宗教界
- 林家駿，GLM：天主教澳門教區第22任主教。
- 劉炎新：前天主教澳門教區副主教，望德聖母堂區主任司鐸，澳門特別行政區籌備委員會委員。

### 政界
- 李偉農：現任澳門基金會行政委員會全職成員，前任經濟財政司司長、澳門屠宰場有限公司董事長、市政署管理委員會副主席、印務局局長。
- 梁勵：前任澳門教育暨青年局局長。
- 梁永權：現任澳門地球物理氣象局局長。
- 崔樂其，SLM：誠興銀行創辦人，知名實業家、曾歷任澳門中華總商會副會長、同善堂值理會副主席、澳門政府諮詢委員會委員慈善家。
- 陳玉蓮：前任澳門終審法院院長辦公室行政暨財政廳長，現任澳門終審法院院長辦公室主任。
- 黎健恩：前任澳門檢察院檢察長辦公室主任，於何超明涉貪案中被列為被告
- 徐裕輝：前任澳門市政署動物檢疫監管處處長，2020年因濫用職權和虛報財產等罪名成立，判囚四年，不准緩刑。
- 譚榮勳：香港大埔區議會議員，香港社會工作者。
- 陳錫豪：前任廉政公署助理專員。

### 商業及工業界
- 劉永年：豪年建築置業有限公司主席；澳門建築置業商會副理事長，聖若瑟中學校友會榮譽會長。
- 關樹權：聯營集團主席。
- 周紹湘：華輝印刷有限公司董事。
- 蕭華洲：華輝印刷有限公司董事。
- 梁耀偉：珠海斗門德光電子製品廠廠長。
- 馮信堅：富順製衣廠廠長。
- 馮兆滔：泛海國際集團有限公司主席及匯漢控股有限公司主席兼執行董事。
- 梁文韜：元朗大榮華酒樓董事總經理；香港美食家、電視節目主持人以及。
- 張衛峰：澳門首家台式飲品食店小泉居創辦人。
- 陳臻臻：澳門財經專業進修中心創辦人及中心總監；CFPCM認可財務策劃師。
- 馬志華：澳門馬鴻記餅家董事總經理。

### 教育界
- 黃惠玲：聖若瑟教區中學第六校副校長，國立政治大學澳門校友會理事長。
- 劉麗妹：化地瑪聖母女子學校校長，聖中北京校友會。
- 謝國平：著名英語教學博士。
- 蔡根祥：現任國立高雄師範大學經學研究所所長、國立臺灣師範大學國文文學博士，歷任教於韓國與臺灣。
- 盧傑樺：蒙特梭利教育學者，蒙特梭利教育導師培訓師，家長課程講師，澳門愛彌兒蒙特梭利兒童教育中心創辦人。
- 歐遠輝：著名數學教師。

### 專業界
- 何金明：註冊大律師，全國人大政協委員，檢察院顧問高級技術員兼職務主管，聖若瑟教區中學第五校及聖若瑟教區中學第六校校董。
- 何駿豪：註冊大律師。
- 陳百祥：澳門著名核數師。
- 杜偉崎：現任澳門銀河娛樂數碼市場-助理副總裁、前中國澳門排球代表隊球員[5]、1998年班社聯會主席。
- 胡錦漢：澳門廣告學會會長[6]。

### 文化演藝及傳播界
- 陸志豪：微辣Manner的創辦人兼首席執行官。
- 麥嘉欣：澳門模特兒，2017年國際小姐澳門代表，著名澳門娛樂品牌微辣Manner藝員之一。
- 李心怡：澳門廣播電視股份有限公司電視製作科監製，資深傳媒人及主持人。
- 何永華：澳門廣播電視股份有限公司電視製作科監製。
- 李傑奇：澳門廣播電視股份有限公司中文電視新聞及資訊節目科編輯。
- 黃偉燐：模特兒及電視節目主持，也是澳門首位的亞洲先生代表（2012Mr.Asia）。
- 何嘉穎，香港及澳門歌手。
- 盧傑樺：澳門詩人，著有詩集《等火抓到水為止》，詩合集《詩人筆記》，詩選集《澳門現代詩選》、《港澳台八十後詩人選集》、《I roll the dice：contemporary Macao poetry》（英譯詩選）。作品散見於兩岸四地的文學刊物。曾獲三屆澳門文學獎詩歌桂冠。
- 孫鳳明：澳門歌手。

### 體育界
- 李偉權：中國澳門田徑總會理事；兼任聖中體育老師、田徑隊教練。
- 張家彥：尼泊爾奧林匹克委員會名譽成員。
- 梁永滿：前中國澳門手球代表隊球員。

### 科研界
- 李文建：以人工智能遺傳演算法設計一套旅遊代理程序參加國際貿易經紀比賽中獲得第六名的成績。
- 陳宇聰：在國際貿易經紀比賽的供應鏈管理比賽上獲得第三名。
- 梁福氣：蓝牙遥控器設計者。